# ワルシャワ条約 (1970年)
ワルシャワ条約（ワルシャワじょうやく、ドイツ語：Warschauer Vertrag、ポーランド語：Układ PRL-RFN）は、1970年に西ドイツとポーランド人民共和国の間で結ばれた条約。
正式名称は、ドイツ連邦共和国とポーランド人民共和国との間の相互関係正常化の基礎に関する条約（ドイツ語: Vertrag zwischen der Bundesrepublik Deutschland und der Volksrepublik Polen über die Grundlagen der Normalisierung ihrer gegenseitigen Beziehungen, ポーランド語: UKŁAD między Polską Rzecząpospolitą Ludową a Republiką Federalną Niemiec o podstawach normalizacji ich wzajemnych stosunków）。
日本国外務省などにより、独波条約と呼ばれることもある。

## 概要
1970年12月7日、ヴィリー・ブラント首相（西ドイツ）とユゼフ・ツィランキェヴィチ首相（ポーランド）によって締結され、1972年5月17日にドイツ連邦議会で批准された。
条約では、国交の締結、およびオーデル川とその支流のナイセ川によって構成されるオーデル・ナイセ線に国境のあることが確認された。本条約は、ブラント首相率いるドイツ社会民主党が東欧諸国との関係正常化を目的として進める東方外交にとって重要な位置を占めた。
ポーランドは当時、ドイツ政府が再び旧ドイツ東部領土を主張するのではないかと考えており、これを繊細な政治問題として扱っていた。ポーランドにとってみれば、当該地域はカーゾン線の東側としてソビエトに取られた領土の補償として、ポーランド・ソビエト戦争以来引き継いできた土地であった。
一方の西ドイツでは、ブラント首相は保守系野党CDU/CSUから国益に反するものであると厳しく批判された。ただし、本条約第4条において、ポツダム協定のような前約定は本条約によって取って代わられることはないと規定されていたため、この条約は準用規定であり、最終的な決定はドイツと第二次世界大戦連合国との間で取り交わされたポツダム協定に従うものと、当時の西ドイツでは考えられていた。
オーデル・ナイセ線については、その後ドイツ最終規定条約の調印を受けてドイツ・ポーランド国境条約が締結され、一切の留保無くドイツ-ポーランド間の国境であることが、統合されたドイツとポーランドによって再確認された（1990年11月14日）。